# Isaak August Dorner

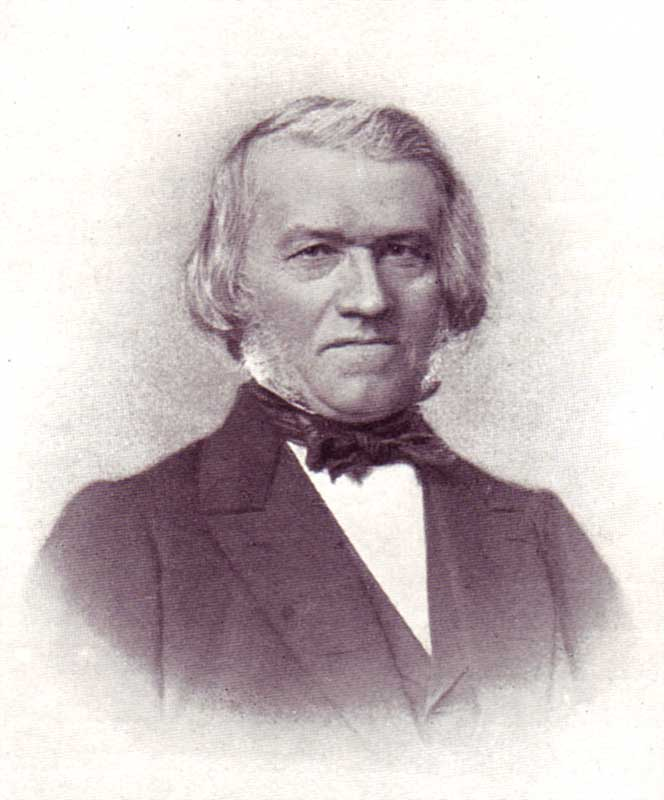
Isaak August Dorner.

Isaak August Dorner, född den 20 juni 1809 i Neuhausen ob Eck (Württemberg), död den 8 juli 1884 i Wiesbaden, var en tysk protestantisk teolog av positivt förmedlande riktning. Han var far till August Johannes Dorner. 
Dorner blev 1862 överkonsistorialråd och professor i Berlin. Han utgav på den kristologiska forskningens område Entwickelungsgeschichte der Lehre von der Person Christi (1839), vilket kompletteras av det biblisk-dogmatiska arbetet Die Lehre von der Person Christi (1845–1846; 2:a upplagan 1853–1857). Dessutom offentliggjorde han Der Pietismus, insbesondere in Württemberg (1840), Geschichte der protestantischen Theologie (1867), System der christlichen Glaubenslehre (2 band, 1879–1881; 2:a upplagan 1886–1887) och Gesammelte Schriften (1883). År 1888 utkom i två band Briefwechsel zwischen H. L. Martensen und Dorner 1839–1881.